# 流数法
《流数法》（英語：Method of Fluxions）是由艾萨克·牛顿在1671年完成的数学作品，在牛顿去世后的1736年公开发表。
流数是牛顿对于导数的称法。由于伦敦大瘟疫，1665至1667年剑桥大学暂时关闭，牛顿遂在伍尔索普庄园完成了流数法的发明，但当时他没有公开发表此方法（无独有偶，他的著作《自然哲学的数学原理》里的研究成果也是在这个时间完成的，但此后多年一直在牛顿的笔记中）。牛顿发明微分学基础之后7年（1666年牛顿残存的文稿有写到诸如「流数」、「流数法」的字样），即1673年左右，德国数学家莱布尼兹独立发明了另一个形式的微积分。然而莱布尼兹在1684年就发表了他关于微分学的发现，比牛顿在1693年正式发表流数法形式的微积分早九年。现代使用的微积分符号主要来自莱布尼兹。不过在物理学中，例如力学和电路分析，目前仍经常使用牛顿符号体系中用的{\displaystyle {\dot {x}}}来表示变量对时间的导数。
牛顿的《流数法》是在他死后正式出版的。但在莱布尼兹发表微积分之后，两位数学家就关于"谁先发明微积分"爆发了一场激烈的争论，因此牛顿也不再隐瞒他对于流数法的了解。

## 牛顿对数学分析的发展
在包括牛顿工作生活的一段时间内，数学分析在数学学界引起了争议。尽管分析技术为一些长期存在的问题提供了解决方案，包括切线的发现和微积分的求积问题，但这些解决方案的证明并不被认为可以简化为欧几里德几何学的合成规则。相反，分析师经常被迫调用“无穷小”或“无限小”的数量来证明他们的代数操作是正确的。与牛顿同时代的一些数学人，比如艾萨克·巴罗，对这些技术持高度怀疑的态度，认为这些技术没有清晰的几何解释。尽管在牛顿早期的作品中，在他的推导中也使用无穷小的东西，但没有证明它们的合理性，他后来发展出一种类似于现代定义的極限来证明他的作品是正确的。